# Charles de Stuers
Pour les articles homonymes, voir de Stuers.
Charles de Stuers, né le 10 décembre 1894 à Pasuruan et mort le 3 janvier 1981 à La Haye, est un peintre néerlandais.

## Biographie
Il est le fils de M. Eugene Paul Emmanuël de Stuers (1866-1939) et de Nancy van Cattenburch (1870-1945). Il fréquente l'académie des arts de La Haye.